# Cyaniris lineata
Cyaniris lineata är en fjärilsart som beskrevs av Tutt 1909. Cyaniris lineata ingår i släktet Cyaniris och familjen juvelvingar. Inga underarter finns listade i Catalogue of Life.